# Kleine Kerk (Sneek)
De Kleine Kerk, ook wel Broerekerk, was een kerkgebouw en later gevangenis in de binnenstad van Sneek.
De kerk stond aan de Kleine Kerkstraat (voorheen Hofstraat, vernoemd naar de kerk en kerkhof) en het Kruizebroederstraat en is al voor de veertiende eeuw gesticht. De kerk was gelegen tussen de huidige stadsgevangenis en het voormalige telefoongebouw. Aan de oostzijde van de straat is nog altijd een gat in de bebouwing te zien, op de plaats waar de kerk deels stond. Het westelijke deel van de kerk stak uit over de straat, het oostelijke deel werd afgescheiden door middel van een poort. Bij rioleringswerkzaamheden in 1950 zijn tientallen doodskisten van het bijbehorende kerkhof gevonden. 
Het kerkgebouw werd later als kloosterkapel in gebruik genomen in 1578 en was onderdeel van het Kruisbroeders-klooster (Nederlandse Hervormde Kerk). In 1766 is het gebouw volledig heropgetrokken. Na de komst van het Kantongerecht van Sneek, ten tijde van de Franse overheersing, is het gebouw in gebruik geraakt als gevangenis.
Het klooster werd gesloten op last van de Staten van Friesland en de kerk is in 1845 gesloopt, tien jaar later volgden de kloostergebouwen. 
In Bolsward bevindt zich ook een Broerekerk. De "grote kerk" van Sneek is de Grote of Martinikerk.